# 桓楚 (西楚)
桓楚（?—?），秦末民变时项羽属下的武将。
秦二世元年七月，陳勝、吳廣發動大澤之變，起兵反秦。九月，天下大亂，会稽郡郡守殷通為了自保，想要响应起義，欲以桓楚和项梁为将。不过当时桓楚正逃亡草泽之中，不知所終。项梁欺騙殷通，说只有自己的侄子项羽知道桓楚在哪，请殷通召见项羽，趁机命项羽刺杀了殷通，自己起兵抗秦，桓楚歸附項梁。
次年的鉅鹿之戰前夕，项羽與上将军宋义發生爭執，项羽行刺宋義，奪取宋義的兵權，派桓楚报告楚怀王心。怀王于是命项羽为上将军。

## 生平
- 《史记·项羽本纪》：其九月，会稽守通谓梁曰：“江西皆反，此亦天亡秦之时也。吾闻先即制人，后则为人所制。吾欲发兵，使公及桓楚将。”是时桓楚亡在泽中。梁曰：“桓楚亡，人莫知其处，独籍知之耳。”梁乃出，诫籍持剑居外待。梁复入，与守坐，曰：“请召籍，使受命召桓楚。”守曰：“诺。”梁召籍入。须臾，梁眴籍曰：“可行矣！”于是籍遂拔剑斩守头。……使桓楚报命于怀王。怀王因使项羽为上将军。